# Hard Rock Stadium
El Hard Rock Stadium es un estadio multideportivo ubicado en el suburbio estadounidense de Miami Gardens, al norte de Miami (Florida). Se llamaba originalmente Joe Robbie Stadium, en honor al primer dueño de los Miami Dolphins de la National Football League, y se llamó Dolphins Stadium y Dolphin Stadium a fines de la década de 2000.
Ha sido anfitrión de seis Super Bowls, dos Series Mundiales, cuatro BCS National Championship Games, un CFP National Championship, la segunda ronda del World Baseball Classic de 2009 y WrestleMania XXVIII. Además, el estadio alberga el Orange Bowl, un juego anual de fútbol universitario, y el torneo de tenis Miami Open.

## Historia
Inaugurado en 1987, el estadio originalmente se llamaba Joe Robbie Stadium, en honor al primer dueño de los Miami Dolphins, de la National Football League. A lo largo de los años, ha tenido varios nombres debido a diferentes acuerdos comerciales:
| Joe Robbie Stadium: | del 16 de agosto de 1987 al 25 de agosto de 1996.    |
| Pro Player Park:    | del 26 de agosto de 1996 al 9 de septiembre de 1996. |
| Pro Player Stadium: | del 10 de septiembre de 1996 al 9 de enero de 2005.  |
| Dolphins Stadium:   | del 10 de enero de 2005 al 7 de abril de 2006.       |
| Dolphin Stadium:    | del 8 de abril de 2006 al 7 de mayo de 2009.         |
| Land Shark Stadium: | del 8 de mayo de 2009 al 5 de enero de 2010.         |
| Dolphin Stadium:    | del 6 de enero de 2010 al 19 de enero de 2010.       |
| Sun Life Stadium:   | del 20 de enero de 2010 al 31 de enero de 2016.      |
| New Miami Stadium:  | del 1 de febrero de 2016 al 16 de agosto de 2016.    |
| Hard Rock Stadium:  | del 17 de agosto de 2016 hasta la actualidad.        |

Ha sido el campo de los Miami Dolphins de la NFL; de los Miami Hurricanes, el equipo de fútbol americano universitario de la Universidad de Miami; y de los Florida Marlins, de la Major League Baseball, hasta su traslado al LoanDepot Park en 2012.

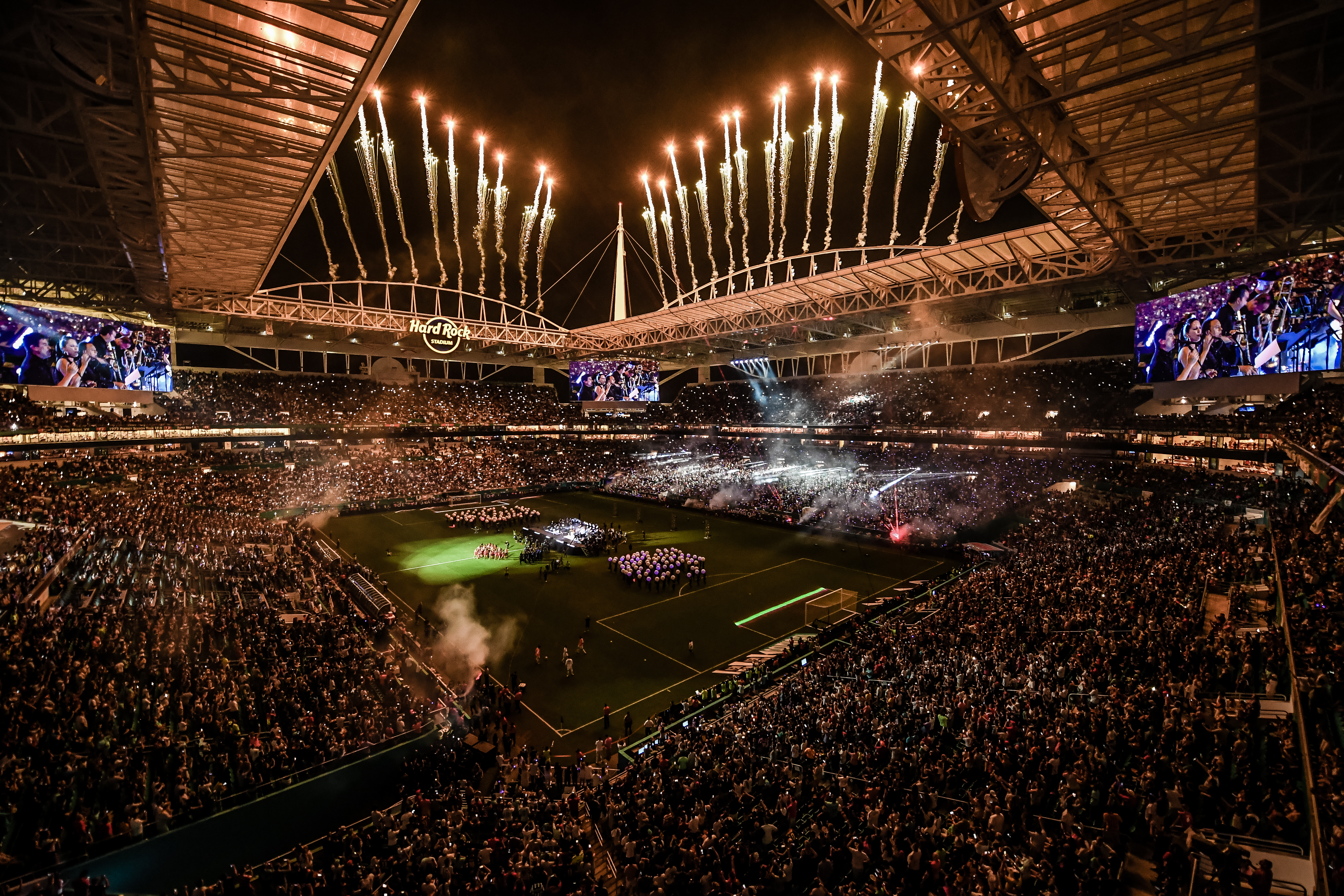
El Clásico en el Hard Rock Stadium, en julio de 2017.

Entre 2015 y 2016, se llevó a cabo una remodelación significativa del estadio, con una inversión de 355 millones de dólares, para prepararlo para el Super Bowl. Las principales modificaciones incluyeron la creación de áreas exclusivas para aficionados VIP, la ampliación de las zonas gastronómicas y la instalación de un techo retráctil para proteger a los espectadores de la lluvia y el calor extremo durante los eventos.
En 2016, el equipo vendió los derechos del nombre a Hard Rock Cafe Inc. por 250 millones de dólares por un período de 18 años, resultando en su actual denominación, Hard Rock Stadium.
Desde 2022, los terrenos del Hard Rock Stadium también albergan el Miami International Autodrome, un circuito de carreras temporal utilizado para el Gran Premio de Miami de Fórmula 1.
En 2024, es una de las sedes de la Copa América, acogerá tres partidos clave del torneo, incluida la final. Además, el estadio será sede de varios partidos durante la Copa Mundial de la FIFA 2026.

## Resultados en eventos deportivos

### Super Bowl
| Fecha                | Super Bowl | Equipo             | Puntos | Equipo              | Puntos | Asistencia |
| -------------------- | ---------- | ------------------ | ------ | ------------------- | ------ | ---------- |
| 22 de enero de 1989  | XXIII      | Cincinnati Bengals | 16     | San Francisco 49ers | 20     | 75 597     |
| 29 de enero de 1995  | XXIX       | San Diego Chargers | 26     | San Francisco 49ers | 49     | 74 107     |
| 31 de enero de 1999  | XXXIII     | Denver Broncos     | 34     | Atlanta Falcons     | 19     | 74 803     |
| 4 de febrero de 2007 | XLI        | Indianapolis Colts | 29     | Chicago Bears       | 17     | 74 512     |
| 7 de febrero de 2010 | XLIV       | New Orleans Saints | 31     | Indianapolis Colts  | 17     | 74 059     |
| 2 de febrero de 2020 | LIV        | Kansas City Chiefs | 31     | San Francisco 49ers | 20     | 62 417     |

### Copa América 2024
| Fecha               | Fase                     | Selección | Resultado | Selección | Espectadores |
| ------------------- | ------------------------ | --------- | --------- | --------- | ------------ |
| 23 de junio de 2024 | Fase de grupos - Grupo C | Uruguay   | 3 - 1     | Panamá    | 33 425       |
| 29 de junio de 2024 | Fase de grupos - Grupo A | Argentina | 2 - 0     | Perú      | 64 972       |
| 14 de julio de 2024 | Final                    | Argentina | 1 - 0     | Colombia  | 65 300       |